# Walter L. Brendel
Walter Lothar Brendel (* 12. August 1923 in Ludwigshafen am Rhein; † 14. Januar 2013 in Prien am Chiemsee) war ein deutscher Maler und Kunstexperte. Er gilt als einer der ersten deutschen abstrakten Maler der Nachkriegszeit.

## Leben und Werk
Bereits in jungen Jahren entdeckte Brendel seine Leidenschaft fürs Malen. Er absolvierte von 1938 bis 1940 eine Lehre im elterlichen Malerbetrieb, es zog in jedoch zur Kunst, weshalb er Akt- und Porträtkurse in Mannheim besuchte. Der weitere Werdegang wurde 1941 durch den Einzug in den Militärdienst unterbrochen. 1944 erlitt er in Russland eine schwere Verwundung. Nach mehrmonatigem Lazarettaufenthalt riet ihm sein kunstinteressierter Lazarettarzt zu einem Erholungs- und Malurlaub am Chiemsee, wo dieser Malerfreunde hatte. So kam er nach Feldwies am Chiemsee, hier entstanden seine ersten Landschaftsbilder.
Ende 1944 übersiedelte er von Ludwigshafen an den Chiemsee. 1945 hatte er seine erste Ausstellung im Telkamphaus in Heidelberg mit dem Bildhauer Hans Stangl. Brendel studierte 1946–1948 an der Akademie in München bei Karl Caspar und bezog sein erstes Atelier 1947 in Feldwies. 1948 begann er mit der abstrakten Malerei. Seit 1974 hatte Brendel sein Atelier im Künstlerhaus in Salzburg und pendelte zwischen Übersee und Salzburg. Er war Mitglied der Künstlergruppe „Gruppe 73“, welche 1973 in Salzburg gegründet wurde. Brendel war mit dem Kunstsammler Wilhelm Hack befreundet und maßgeblich an dessen Entscheidung beteiligt, seine Sammlung der Stadt Ludwigshafen am Rhein zur Gründung des Wilhelm-Hack-Museums zu stiften. 2016 erfolgte durch seine Schülerin und Lebensgefährtin Lena Bosch eine größere Schenkung seiner Bilder an das Salzburg Museum.
Am 14. Januar 2013 verstarb Walter Lothar Brendel kurz vor seinem 90. Geburtstag in Prien am Chiemsee.

## Auszeichnungen
- 1955: ars viva[3]
- 2003 Goldener Verdienstorden der Stadt Salzburg
- 2010 Max-Slevogt-Medaille des Landes Rheinland-Pfalz für seine Verdienste als Künstler und Kunstvermittler[2]

## Ausstellungen
- 1993 Museum Carolino Augusteum: Bilder 1955/56 Walter L. Brendel
- 2003 Werkschau in Ludwigshafen
- 2008 Vogelhaus im Mirabellgarten